# Territorio de Washington
El Territorio de Washington fue un territorio histórico organizado de los Estados Unidos de América desde el 2 de marzo de 1853 hasta el 11 de noviembre de 1889, cuando el territorio fue admitido en la Unión como el Estado de Washington. Fue creado a partir de la parte del Territorio de Oregón ubicada al norte de la parte baja del río Columbia y al norte del paralelo 46° al este del mismo río. En su máxima extensión también incluía la totalidad del actual Idaho y partes de Montana y Wyoming, antes de alcanzar sus límites finales en 1863.

## Historia
La agitación en favor de un autogobierno en las regiones del Territorio de Oregón al norte del río Columbia se desarrolló desde 1851 hasta 1852. Un grupo de colonos prominentes de las regiones Cowlitz y Puget Sound se reunió el 25 de noviembre de 1852, en la "Convención Monticello", para redactar una petición al Congreso de los Estados Unidos pidiendo un territorio separado al norte del río Columbia. Después de obtener la aprobación del gobierno territorial de Oregón, la propuesta fue enviada al gobierno federal.
El proyecto de ley para establecer el territorio, H.R. 348, se reportó en la Cámara de Representantes por el representante Charles E. Stuart, el 25 de enero de 1853. El representante Richard H. Stanton argumentó que el nombre propuesto de "Territorio de Columbia" podía ser confundido con el de Distrito de Columbia, y sugirió un nombre en honor a George Washington en su lugar. El proyecto de ley fue así modificado con el nombre de "Washington", aunque no sin cierto debate,, y aprobado en la Cámara el 10 de febrero, siendo aprobado en el Senado el 2 de marzo, y firmada por el presidente Millard Fillmore en el mismo día.
Isaac Stevens, quien fue nombrado primer gobernador del territorio, declaró Olympia como la capital territorial. Una legislatura territorial fue elegida y se reunió por primera vez en febrero de 1854, y la corte suprema territorial emitió su primera decisión a finales de año. Columbia Lancaster fue elegido como el primer delegado al Congreso de Estados Unidos.
Los límites originales del territorio incluían todo el actual Estado de Washington, así como el norte de Idaho y el oeste de Montana. En el momento de la admisión del Estado de Oregón a la unión en 1859, las porciones del este del territorio de Oregón, incluyendo el sur de Idaho, partes de Wyoming ubicadas al oeste de la divisoria continental, y una pequeña porción del actual condado de Ravalli (Montana) fueron anexadas al Territorio de Washington. El extremo sureste del territorio (en el actual Wyoming) fue anexado al Territorio de Nebraska el 2 de marzo de 1861.
En 1863, el área del territorio de Washington al este del río Snake y el meridiano 117° fue reorganizada como parte del Territorio de Idaho, entonces de reciente creación, dejando el territorio dentro de los límites actuales del Estado de Washington, que fue admitido en la Unión el 11 de noviembre de 1889 como el estado número 42 de los Estados Unidos.

## Conformación del territorio

El territorio de Oregón al momento de su creación en 1848.
El Territorio de Washington (verde) y Territorio de Oregón (azul) en 1853.
El Territorio de Washington (verde) y el Estado de Oregón en 1859.
Porciones cedidas a los territorios Nebraska y Idaho en 1861 y 1863.